# Lijst van Star Warsboeken en -spellen
Dit is een lijst van boeken en computerspellen die gebaseerd zijn op de filmserie Star Wars. Deze breiden het Star Warsuniversum verder uit. Ze vertellen over het verleden, de toekomst en soms ook meer over een bepaalde film.

## Boeken
(BBY) en (ABY) staat voor Before (voor) en After (na) the Battle of Yavin, wat zich afspeelt in Star Wars: Episode IV: A New Hope (zie verder Star Warstijdrekening).

### Legends (tot 2014)

#### Voor de Republiek
Deze verhalen spelen zich af van 37.000 tot 25.000 jaar voor Star Wars: Episode IV: A New Hope.
| Titel                           | Auteur           | Uitgegeven       | Fictieve tijdlijn |
| Dawn of the Jedi                | Dawn of the Jedi | Dawn of the Jedi | Dawn of the Jedi  |
| ------------------------------- | ---------------- | ---------------- | ----------------- |
| Dawn of the Jedi: Into the Void | Tim Lebbon       | 2013             | onbekend          |
| Dawn of the Jedi: Eruption      | Tim Lebbon       | 2013             | onbekend          |

#### De Oude Republiek
Deze verhalen spelen zich af van 25.000 tot 1.000 jaar voor Star Wars: Episode IV: A New Hope.
| Titel                                                           | Auteur                       | Uitgegeven             | Fictieve tijdlijn      |
| Lost Tribe of the Sith                                          | Lost Tribe of the Sith       | Lost Tribe of the Sith | Lost Tribe of the Sith |
| --------------------------------------------------------------- | ---------------------------- | ---------------------- | ---------------------- |
| Lost Tribe of the Sith: Precipice                               | John Jackson Miller          | 2009                   | 5000 BBY               |
| Lost Tribe of the Sith: Skyborn                                 | John Jackson Miller          | 2009                   | 5000 BBY               |
| Lost Tribe of the Sith: Paragon                                 | John Jackson Miller          | 2010                   | 4985 BBY               |
| Lost Tribe of the Sith: Savior                                  | John Jackson Miller          | 2010                   | 4975 BBY               |
| Lost Tribe of the Sith: Purgatory                               | John Jackson Miller          | 2010                   | 3960 BBY               |
| Lost Tribe of the Sith: Sentinel                                | John Jackson Miller          | 2011                   | 3960 BBY               |
| Lost Tribe of the Sith: Pantheon                                | John Jackson Miller          | 2011                   | 3000 BBY               |
| Lost Tribe of the Sith: Secrets                                 | John Jackson Miller          | 2012                   | 3000 BBY               |
| Lost Tribe of the Sith: Pandemonium                             | John Jackson Miller          | 2012                   | 2975 BBY               |
| Star Wars: Lost Tribe of the Sith: The Collected Stories        | John Jackson Miller          | 2009-2012              |                        |
| Tales of the Jedi                                               |                              |                        |                        |
| Tales of the Jedi: The Golden Age of the Sith                   | Tom Veitch Kevin J. Anderson | 1994                   | 5000-3986 BBY          |
| Tales of the Jedi: The Fall of the Sith Empire                  | Tom Veitch Kevin J. Anderson | 1994                   | 5000-3986 BBY          |
| Tales of the Jedi: Ulic Wel-Droma and the Beast Wars of Onderon | Tom Veitch Kevin J. Anderson | 1994                   | 5000-3986 BBY          |
| Tales of the Jedi: The Saga of Nomi Sunrider                    | Tom Veitch Kevin J. Anderson | 1994                   | 5000-3986 BBY          |
| Tales of the Jedi: The Freedom Nadd Uprising                    | Tom Veitch Kevin J. Anderson | 1994                   | 5000-3986 BBY          |
| Tales of the Jedi: Dark Lords of the Sith                       | Tom Veitch Kevin J. Anderson | 1994                   | 5000-3986 BBY          |
| Tales of the Jedi: The Sith War                                 | Tom Veitch Kevin J. Anderson | 1995                   | 5000-3986 BBY          |
| Tales of the Jedi: Redemption                                   | Tom Veitch Kevin J. Anderson | 1995                   | 5000-3986 BBY          |
| Tales of the Jedi                                               | HighBridge Audio             | 1995                   | 5000-3986 BBY          |
| Tales of the Jedi: Dark Lords of the Sith                       | HighBridge Audio             | 1995                   | 5000-3986 BBY          |
| The Old Republic                                                |                              |                        |                        |
| The Old Republic: Revan                                         | Drew Karpyshyn               | 2011                   | 3954 BBY               |
| The Old Republic: Deceived                                      | Paul S. Kemp                 | 2011                   | 3653 BBY               |
| The Old Republic: Fatal Alliance                                | Sean Williams                | 2010                   | ca. 3643 BBY           |
| The Old Republic: Annihilation                                  | Drew Karpyshyn               | 2012                   | 3641 BBY               |
| Red Harvest                                                     |                              |                        |                        |
| Red Harvest                                                     | Joe Schreiber                | 2010                   | 3645 BBY               |
| Knight Errant                                                   |                              |                        |                        |
| Knight Errant                                                   | John Jackson Miller          | 2011                   | 1032 BBY               |
| Darth Bane                                                      |                              |                        |                        |
| Darth Bane: Path of Destruction                                 | Drew Karpyshyn               | 2006                   | 1003-1000 BBY          |
| Darth Bane: The Rule of Two                                     | Drew Karpyshyn               | 2007                   | 1000-990 BBY           |
| Darth Bane: Dynasty of Evil                                     | Drew Karpyshyn               | 2009                   | 980 BBY                |

#### De Opkomst van het Keizerrijk
Deze verhalen spelen zich vanaf 1000 jaar voor Star Wars: Episode IV: A New Hope.
| Titel                                                   | Auteur                                | Uitgegeven     | Fictieve tijdlijn       |
| Darth Plagueis                                          | Darth Plagueis                        | Darth Plagueis | Darth Plagueis          |
| ------------------------------------------------------- | ------------------------------------- | -------------- | ----------------------- |
| Star Wars: Darth Plagueis                               | James Luceno                          | 2012           | 67-65, 54-52, 34-32 BBY |
| Legacy of the Jedi                                      |                                       |                |                         |
| Legacy of the Jedi                                      | Jude Watson                           | 2003           | 88.5-21.5 BBY           |
| The Wrath of Darth Maul                                 |                                       |                |                         |
| The Wrath of Darth Maul                                 | Ryder Windham                         | 2012           | 51-21 BBY               |
| Jedi Apprentice                                         |                                       |                |                         |
| The Rising Force                                        | Dave Wolverton                        | 1999           | (45 BBY)                |
| The Dark Rival                                          | Jude Watson                           | 1999           | (45 BBY)                |
| The Hidden Past                                         | Jude Watson                           | 1999           | (44 BBY)                |
| The Mark of the Crown                                   | Jude Watson                           | 1999           | (44 BBY)                |
| The Defenders of the Dead                               | Jude Watson                           | 1999           | (44 BBY)                |
| The Uncertain Path                                      | Jude Watson                           | 2000           | (44 BBY)                |
| The Captive Temple                                      | Jude Watson                           | 2000           | (44 BBY)                |
| The Day of Reckoning                                    | Jude Watson                           | 2000           | (44 BBY)                |
| The Fight for Truth                                     | Jude Watson                           | 2000           | (43 BBY)                |
| The Shattered Peace                                     | Jude Watson                           | 2000           | (43 BBY)                |
| The Deadly Hunter                                       | Jude Watson                           | 2000           | (43 BBY)                |
| The Evil Experiment                                     | Jude Watson                           | 2001           | (43 BBY)                |
| The Dangerous Rescue                                    | Jude Watson                           | 2001           | (43 BBY)                |
| The Ties That Bind                                      | Jude Watson                           | 2001           | (41 BBY)                |
| The Death of Hope                                       | Jude Watson                           | 2001           | (41 BBY)                |
| The Call to Vengeance                                   | Jude Watson                           | 2001           | (41 BBY)                |
| The Only Witness                                        | Jude Watson                           | 2002           | (41 BBY)                |
| The Threat Within                                       | Jude Watson                           | 2002           | (41 BBY)                |
| Deceptions                                              | Jude Watson                           | 2001           | (41 BBY - 28 BBY)       |
| The Followers                                           | Jude Watson                           | 2002           | (40 BBY - 28 BBY)       |
| The Life and Legend of Obi-Wan Kenobi                   |                                       |                |                         |
| The Life and Legend of Obi-Wan Kenobi                   | Ryder Windham                         | 2008           | 44 BBY - 9 ABY          |
| Secrets of the Jedi                                     |                                       |                |                         |
| Secrets of the Jedi                                     | Jude Watson                           | 2005           | 40 - 21,5 BBY           |
| Cloak of Deception                                      |                                       |                |                         |
| Cloak of Deception                                      | James Luceno                          | 2001           | 33-32 BBY               |
| Darth Maul                                              |                                       |                |                         |
| Darth Maul: Saboteur                                    | James Luceno                          | 2001           | 33 BBY                  |
| Maul: Lockdown                                          | Joe Schreiber                         | 2014           | 33 BBY                  |
| Darth Maul: Shadow Hunter                               | Michael Reaves                        | 2001           | 32.5 BBY                |
| Episode I: The Phantom Menace                           |                                       |                |                         |
| Star Wars Episode I: The Phantom Menace                 | Terry Brooks                          | 1999           | 32 BBY                  |
| Star Wars Episode I: The Phantom Menace (jeugdroman)    | Patricia Wrede                        | 1999           | 32 BBY                  |
| Star Wars Episode I Journal: Queen Amidala              | Jude Watson                           | 1999           | 32 BBY                  |
| Star Wars Episode I Journal: Anakin Skywalker           | Todd Strasser                         | 1999           | 32 BBY                  |
| Star Wars Episode I Journal: Darth Maul                 | Jude Watson                           | 1999           | 32 BBY                  |
| Rogue Planet                                            |                                       |                |                         |
| Rogue Planet                                            | Greg Bear                             | 2000           | 29 BBY                  |
| Jedi Quest                                              |                                       |                |                         |
| Path to Truth                                           | Jude Watson                           | 2001           | 28 BBY                  |
| The Way of the Apprentice                               | Jude Watson                           | 2002           | 27 BBY                  |
| The Trail of the Jedi                                   | Jude Watson                           | 2002           | 27 BBY                  |
| The Dangerous Games                                     | Jude Watson                           | 2002           | 27 BBY                  |
| The Master of Disguise                                  | Jude Watson                           | 2002           | 27 BBY                  |
| The School of Fear                                      | Jude Watson                           | 2003           | 26 BBY                  |
| The Shadow Trap                                         | Jude Watson                           | 2003           | 25 BBY                  |
| The Moment of Truth                                     | Jude Watson                           | 2003           | 25 BBY                  |
| The Changing of the Guard                               | Jude Watson                           | 2004           | 24 BBY                  |
| The False Peace                                         | Jude Watson                           | 2004           | 24 BBY                  |
| The Final Showdown                                      | Jude Watson                           | 2004           | 24 BBY                  |
| Outbound Flight                                         |                                       |                |                         |
| Outbound Flight                                         | Timothy Zahn                          | 2006           | 27 BBY                  |
| The Approaching Storm                                   |                                       |                |                         |
| The Approaching Storm                                   | Alan Dean Foster                      | 2002           | 22,5 BBY                |
| Episode II: Attack of the Clones                        |                                       |                |                         |
| Star Wars Episode II: Attack of the Clones              | R.A. Salvatore                        | 2002           | 22 BBY                  |
| Star Wars Episode II: Attack of the Clones (jeugdroman) | Patricia Wrede                        | 2002           | 22 BBY                  |
| Boba Fett                                               |                                       |                |                         |
| Boba Fett: The Fight to Survive                         | Terry Bisson                          | 2003           | 22 BBY                  |
| Boba Fett: Crossfire                                    | Terry Bisson                          | 2003           | 22 BBY                  |
| Boba Fett: Maze Of Deception                            | Elizabeth Hand                        | 2003           | 22 BBY                  |
| Boba Fett: Hunted                                       | Elizabeth Hand                        | 2003           | 22 BBY                  |
| Boba Fett: A New Threat                                 | Elizabeth Hand                        | 2004           | 19.5 BBY                |
| Boba Fett: Pursuit                                      | Elizabeth Hand                        | 2004           | 19.5 BBY                |
| The Clone Wars                                          |                                       |                |                         |
| Star Wars: The Clone Wars                               | Karen Traviss                         | 2008           | 21 BBY                  |
| Wild Space                                              | Karen Miller                          | 2008           | 21 BBY                  |
| No Prisoners                                            | Karen Traviss                         | 2009           | 21 BBY                  |
| Clone Wars: Gambit                                      |                                       |                |                         |
| Gambit-Stealth                                          | Karen Miller                          | 2010           | 21 BBY                  |
| Gambit-Siege                                            | Karen Miller                          | 2010           | 21 BBY                  |
| Clone Wars: Secret Missions                             |                                       |                |                         |
| Breakout Squad                                          | Ryder Windham                         | 2009           | 21 BBY                  |
| Curse of the Black Hole Pirates                         | Ryder Windham                         | 2010           | 21 BBY                  |
| Duel at Shattered Rock                                  | Ryder Windham                         | 2011           | 21 BBY                  |
| Guardians of the Chiss Key                              | Ryder Windham                         | 2012           | 21 BBY                  |
| Republic Commando                                       |                                       |                |                         |
| Star Wars Republic Commando: Hard Contact               | Karen Traviss                         | 2004           | 22 BBY                  |
| Star Wars Omega Squad: Targets                          | Karen Traviss                         | 2005           | 21 BBY                  |
| Star Wars Republic Commando: Triple Zero                | Karen Traviss                         | 2006           | 21 BBY                  |
| Star Wars Republic Commando: Odds                       | Karen Traviss                         | 2006           | 21 BBY                  |
| Star Wars Republic Commando: True Colors                | Karen Traviss                         | 2006           | 20 BBY                  |
| Star Wars Republic Commando: Order 66                   | Karen Traviss                         | 2008           | 19 BBY                  |
| Imperial Commando                                       |                                       |                |                         |
| Imperial Commando: 501st                                | Karen Traviss                         | 2009           | 19 BBY                  |
| Clone Wars                                              |                                       |                |                         |
| Shatterpoint                                            | Matthew Stover                        | 2003           | 21,5 BBY                |
| The Cestus Deception                                    | Steven Barnes                         | 2004           | 21,5 BBY                |
| 'The Hive                                               | Steven Barnes                         | 2004           | 21,5 BBY                |
| Jedi Trial                                              | David Sherman Dan Cragg               | 2004           | 21.5 BBY                |
| Yoda: Dark Rendezvous                                   | Sean Stewart                          | 2004           | 20 BBY                  |
| MedStar I: Battle Surgeons                              | Michael Reaves Steve Perry            | 2004           | 20 BBY                  |
| MedStar II: Jedi Healer                                 | Michael Reaves Steve Perry            | 2004           | 20 BBY                  |
| Episode III: Revenge of the Sith                        |                                       |                |                         |
| Labyrinth of Evil                                       | James Luceno                          | 2005           | 19 BBY                  |
| Star Wars Episode III: Revenge of the Sith              | Matthew Stover                        | 2005           | 19 BBY                  |
| Star Wars Episode III: Revenge of the Sith (jeugdroman) | Patricia Wrede                        | 2005           | 19 BBY                  |
| Dark Lord: The Rise of Darth Vader                      | James Luceno                          | 2005           | 19 BBY                  |
| Kenobi                                                  | John Jackson Miller                   | 2013           | 19 BBY                  |
| Incognito                                               | John Jackson Miller                   | 2013           | 19 BBY                  |
| Coruscant Nights                                        |                                       |                |                         |
| Jedi Twilight                                           | Michael Reaves                        | 2008           | 18,8 BBY                |
| Street of Shadows                                       | Michael Reaves                        | 2008           | 19-18,46 BBY            |
| Patterns of Force                                       | Michael Reaves                        | 2009           | 18,3 BBY                |
| The Last Jedi                                           | Michael Reaves Maya Kaathryn Bohnhoff | 2013           | 18-17 BBY               |

The Last of the Jedi
- The Desperate Mission by Jude Watson (18 BBY)
- Dark Warning door Jude Watson (18 BBY)
- Underworld door Jude Watson (18 BBY)
- Death on Naboo door Jude Watson (18 BBY)
- A Tangled Web door Jude Watson (18 BBY)
- Return of the Dark Side door Jude Watson (18 BBY)
- Secret Weapon door Jude Watson (18 BBY)
- Against The Empire door Jude Watson (18 BBY)
- Master of Deception door Jude Watson (18 BBY)
- Reckoning  door Jude Watson (Juni 2008) (18 BBY)

The Han Solo Trilogy
- The Paradise Snare door A.C. Crispin (10 BBY)
- The Hutt Gambit door A.C. Crispin (5-4 BBY)
- Rebel Dawn door A.C. Crispin (3-0 BBY)

The Adventures of Lando Calrissian
- Lando Calrissian and the Mindharp of Sharu door L. Neil Smith (5 BBY)
- Lando Calrissian and the Flamewind of Oseon door L. Neil Smith (4 BBY)
- Lando Calrissian and the Starcave of ThonBoka door L. Neil Smith (3 BBY)

The Force Unleashed
- The Force Unleashed door Sean Williams (3-2 BBY)
- The Force Unleashed II door Sean Williams (2 BBY)

The Han Solo Adventures
- Han Solo at Stars' End door Brian Daley (2 BBY)
- Han Solo's Revenge door Brian Daley (2 BBY)
- Han Solo and the Lost Legacy door Brian Daley (2 BBY)

Death Star
- Death Star door Michael Reaves & Steve Perry (1 BBY - Year 0)

Death Troopers
- Death Troopers door Joe Schreiber (1 BBY)

#### De Rebellen
Deze verhalen gaat tot 5 jaar na Star Wars: Episode IV: A New Hope
A New Hope (Episode IV)
- Star Wars: From the Adventures of Luke Skywalker door Alan Dean Foster en George Lucas (later genoemd Star Wars: Episode IV: A New Hope) (Jaar 0)

Tales
- Tales From the Mos Eisley Cantina door Kevin J. Anderson (0-3 ABY)
- Tales of the Bounty Hunters door Kevin J. Anderson (3 ABY)
- Tales From Jabba's Palace door Kevin J. Anderson (4 ABY)
- Tales From the Empire door Peter Schweighofer (4 ABY)
- Tales From the New Republic door Peter Schweighofer (4 ABY)

Allegiance
- Allegiance door Timothy Zahn (0 ABY)

Star Wars Galaxies
- Star Wars Galaxies: The Ruins of Dantooine door Voronica Whitney-Robinson & Haden Blackman (0-3 ABY)

Splinter of the Mind's Eye
- Splinter of the Mind's Eye door Alan Dean Foster (2 ABY)

The Empire Strikes Back (Episode V)
- Star Wars: Episode V: The Empire Strikes Back door Donald F. Glut (3 ABY)

Shadows of the Empire
- Shadows of the Empire door Steve Perry (3.5 ABY)

The Rise and Fall of Darth Vader
- The Rise and Fall of Darth Vader door Ryder Windham (4 ABY)  (Y)

Return of the Jedi (Episode VI)
- Star Wars: Episode VI: Return of the Jedi door James Kahn (4 ABY)

The Bounty Hunter Wars
- The Mandalorian Armor door K.W. Jeter (4 ABY)
- Slave Ship by K.W. Jeter (4 ABY)
- Hard Merchandise door K.W. Jeter (4 ABY)

The Truce at Bakura
- The Truce at Bakura door Kathy Tyers (4 ABY)

Luke Skywalker and the Shadows of Mindor
- Luke Skywalker and the Shadows of Mindor door Matthew Stover (5.5 BBY)

#### De Nieuwe Republiek
Deze verhalen spelen zich af van 5 tot 25 jaar na Star Wars: Episode IV: A New Hope.
X-wing series
- Rogue Squadron door Michael Stackpole (6.5-7.5 ABY)
- Wedge's Gamble door Michael Stackpole (6.5-7.5 ABY)
- The Krytos Trap door Michael Stackpole (6.5-7.5 ABY)
- The Bacta War door Michael Stackpole (6.5-7.5 ABY)
- Wraith Squadron door Aaron Allston (6.5-7.5 ABY)
- Iron Fist door Aaron Allston (6.5-7.5 ABY)
- Solo Command door Aaron Allston (6.5-7.5 ABY)
- Isard's Revenge door Michael Stackpole (9 ABY)
- Starfighters of Adumar door Aaron Allston (12-13 ABY)

The Courtship of Princess Leia
- The Courtship of Princess Leia door Dave Wolverton (8 ABY)

A Forest Apart
- A Forest Apart door Troy Denning (8 ABY) (E)

Tatooine Ghost
- Tatooine Ghost door Troy Denning (8 ABY)

The Thrawn Trilogy
- Heir to the Empire door Timothy Zahn (9 ABY)
- Dark Force Rising door Timothy Zahn (9 ABY)
- The Last Command door Timothy Zahn (9 ABY)

The Jedi Academy Trilogy
- Jedi Search door Kevin J. Anderson (11 ABY)
- Dark Apprentice door Kevin J. Anderson (11 ABY)
- Champions of the Force door Kevin J. Anderson (11 ABY)

I, Jedi
- I, Jedi door Michael Stackpole (11 ABY)

Callista Trilogy
- Children of the Jedi door Barbara Hambly (12-13 ABY)
- Darksaber door Kevin J. Anderson (12-13 ABY)
- Planet of Twilight door Barbara Hambly (12-13 ABY)

The Crystal Star
- The Crystal Star door Vonda McIntyre (14 ABY)

The Black Fleet Crisis Trilogy
- Before the Storm door Michael P. Kube-McDowell (16-17 ABY)
- Shield of Lies door Michael P. Kube-McDowell (16-17 ABY)
- Tyrant's Test door Michael P. Kube-McDowell (16-17 ABY)

The New Rebellion
- The New Rebellion door Kristine Rusch (17 ABY)

The Corellian Trilogy
- Ambush at Corellia door Roger MacBride Allen (18 ABY)
- Assault at Selonia door Roger MacBride Allen (18 ABY)
- Showdown at Centerpoint door Roger MacBride Allen (18 ABY)

The Hand of Thrawn Duology
- Specter of the Past door Timothy Zahn (19 ABY)
- Vision of the Future door Timothy Zahn (19 ABY)

Survivor's Quest
- Judge's Call door Timothy Zahn (22 ABY) (E)
- Fool's Bargain door Timothy Zahn (22 ABY) (E)
- Survivor's Quest door Timothy Zahn (22 ABY)

Junior Jedi Knights Series
- The Golden Globe door Nancy Richardson (22 ABY)  (Y)
- Lyric's World door Nancy Richardson (22 ABY) (Y)
- Promises door Nancy Richardson (22 ABY) (Y)
- Anakin's Quest door Rebecca Moesta (22 ABY) (Y)
- Vader's Fortress doorRebecca Moesta (22 ABY) (Y)
- Kenobi's Blade door Rebecca Moesta (22 ABY) (Y)

Young Jedi Knights Series
- Heirs of the Force door Kevin J. Anderson & Rebecca Moesta (23-24 ABY) (Y)
- The Shadow Academy door Kevin J. Anderson & Rebecca Moesta (23-24 ABY) (Y)
- The Lost Ones door Kevin J. Anderson & Rebecca Moesta (23-24 ABY) (Y)
- Lightsabers door Kevin J. Anderson & Rebecca Moesta (23-24 ABY) (Y)
- Darkest Knight door Kevin J. Anderson & Rebecca Moesta (23-24 ABY) (Y)
- Jedi Under Siege door Kevin J. Anderson & Rebecca Moesta (23-24 ABY) (Y)
- Shards of Alderaan door Kevin J. Anderson & Rebecca Moesta (23-24 ABY)  (Y)
- Diversity Alliance door Kevin J. Anderson & Rebecca Moesta (23-24 ABY)  (Y)
- Delusions of Grandeur door Kevin J. Anderson & Rebecca Moesta (23-24 ABY)  (Y)
- Jedi Bounty door Kevin J. Anderson & Rebecca Moesta (23-24 ABY)  (Y)
- The Emperor's Plague door Kevin J. Anderson & Rebecca Moesta (23-24 ABY)  (Y)
- Return to Ord Mantell door Kevin J. Anderson & Rebecca Moesta (23-24 ABY)  (Y)
- Trouble on Cloud City door Kevin J. Anderson & Rebecca Moesta (23-24 ABY)  (Y)
- Crisis at Crystal Reef door Kevin J. Anderson & Rebecca Moesta (23-24 ABY)  (Y)

#### De Nieuwe Jedi Orde
Deze verhalen spelen zich af tussen 25 en 37 jaar na Star Wars: Episode IV: A New Hope.
A Practical Man
- A Practical Man door Karen Traviss (25 ABY) (E)

The New Jedi Order
- Vector Prime door R.A. Salvatore (25 ABY)
- Dark Tide I: Onslaught door Michael Stackpole (25 ABY)
- Dark Tide II: Ruin door Michael Stackpole (25 ABY)
- Agents of Chaos: Hero's Trial door James Luceno (25 ABY)
- Agents of Chaos: Jedi Eclipse door James Luceno (25 ABY)
- Balance Point door Kathy Tyers (26 ABY)
- Recovery door Troy Denning (26 ABY) (E)
- Edge of Victory: Conquest door Greg Keyes (26 ABY)
- Edge of Victory: Rebirth door Greg Keyes (27 ABY)
- Star by Star door Troy Denning (27 ABY)
- Dark Journey door Elaine Cunningham (27 ABY)
- Enemy Lines: Rebel Dream door Aaron Allston (27 ABY)
- Enemy Lines: Rebel Stand door Aaron Allston (27 ABY)
- Traitor door Matthew Stover (27 ABY)
- Destiny's Way door Walter Jon Williams (28 ABY)
- Ylesia door Walter Jon Williams (28 ABY) (E)
- Force Heretic: Remnant door Sean Williams & Shane Dix (28 ABY)
- Force Heretic: Refugee door Sean Williams & Shane Dix (28 ABY)
- Force Heretic: Reunion door Sean Williams & Shane Dix (28 ABY)
- The Final Prophecy door Greg Keyes (28 ABY)
- The Unifying Force door James Luceno (29 ABY)

The Dark Nest Trilogy
- The Joiner King door Troy Denning (35 ABY)
- The Unseen Queen door Troy Denning (36 ABY)
- The Swarm War door Troy Denning (36 ABY)

#### Nalatenschap van De Kracht
Deze verhalen spelen zich 37 jaar na Star Wars: Episode IV: A New Hope af.
Legacy of the Force
- Betrayal door Aaron Allston (40 ABY)
- Bloodlines door Karen Traviss (40 ABY)
- Tempest door Troy Denning (40 ABY)
- Exile door Aaron Allston (40 ABY)
- Sacrifice door Karen Traviss (40 ABY)
- Inferno door Troy Denning (40 ABY)
- Fury door Aaron Allston (40 ABY)
- Revelation door Karen Traviss (41 ABY)
- Invincible door Troy Denning (41.5 ABY)

Jaden Korr Duology
- Crosscurrent door Paul S. Kemp (41.5 ABY)
- Riptide door Paul S. Kemp (Release 26/07/2011)

Millennium Falcon
- Millennium Falcon door James Luceno (43.5 ABY)

Fate of the Jedi
- Fate of the Jedi: Outcast door Aaron Allston (43.5 ABY)
- Fate of the Jedi: Omen door Christy Golden (43.5 ABY)
- Fate of the Jedi: Abyss door Troy Denning (43.5 ABY)
- Fate of the Jedi: Backlash door Aaron Allston (43.5 ABY)
- Fate of the Jedi: Allies door Christie Golden (43.5 ABY)

### Canon (2014-heden)
Boeken die na april 2014 zijn uitgebracht, behoren tot de officiële Star Wars canon.
| Titel                                                     | Auteur                      | Uitgegeven     | Fictieve tijdlijn                                  |
| --------------------------------------------------------- | --------------------------- | -------------- | -------------------------------------------------- |
| Rise of the Rebels                                        | Michael Krogge              | augustus 2014  | 5 BBY                                              |
| Ezra's Gamble                                             | Ryder Windham               | augustus 2014  | 5 BBY                                              |
| A New Dawn                                                | John Jackson Miller         | september 2014 | 11 BBY                                             |
| Servants of the Empire: Edge of the Galaxy                | Jason Fry                   | oktober 2014   | 6-5 BBY                                            |
| The Rebellion Begins                                      | Michael Krogge              | oktober 2014   | 5 BBY                                              |
| Droids in Distress                                        | Michael Krogge              | november 2014  | 5 BBY                                              |
| Tarkin                                                    | James Luceno                | november 2014  | 14 BBY                                             |
| Heir to the Jedi                                          | Kevin Hearne                | maart 2015     | 0 ABY                                              |
| Servants of the Empire: Rebel in the Ranks                | Jason Fry                   | maart 2015     | 5 BBY                                              |
| Ezra's Duel with Danger                                   | Michael Krogge              | maart 2015     | 4 BBY                                              |
| Lords of the Sith                                         | Paul S. Kemp                | april 2015     | 14 BBY                                             |
| Battle to the End                                         | Michael Krogge              | juni 2015      | 4 BBY                                              |
| Dark Disciple                                             | Christie Golden             | juli 2015      | 19 BBY                                             |
| Servants of the Empire: Imperial Justice                  | Jason Fry                   | juli 2015      | 4 BBY                                              |
| Lost Stars                                                | Claudia Gray                | september 2015 | 11 BBY - 5 ABY                                     |
| Smuggler's Run: A Han Solo & Chewbacca Adventure          | Greg Rucka                  | september 2015 | 0 ABY (proloog en epiloog in 34 ABY)               |
| The Weapon of a Jedi: A Luke Skywalker Adventure          | Jason Fry                   | september 2015 | 0 ABY (proloog en epiloog in 34 ABY)               |
| Moving Target: A Princess Leia Adventure                  | Cecil Castellucci Jason Fry | september 2015 | 4 ABY (proloog en epiloog in 34 ABY)               |
| Aftermath                                                 | Chuck Wendig                | september 2015 | 4 ABY                                              |
| A New Hope: The Princess, the Scoundrel, and the Farm Boy | Alexandra Bracken           | september 2015 | 0 BBY - 0 ABY                                      |
| The Empire Strikes Back: So You Want to Be a Jedi?        | Adam Gidwitz                | september 2015 | 3 ABY                                              |
| Return of the Jedi: Beware the Power of the Dark Side!    | Tom Angleberger             | september 2015 | 4 ABY                                              |
| Servants of the Empire: The Secret Academy                | Jason Fry                   | oktober 2015   | 4 BBY                                              |
| Battlefront: Twilight Company                             | Alexander Freed             | november 2015  | 3 ABY (flashbacks in 6 BBY, 4 BBY, 0 BBY en 0 ABY) |
| Before the Awakening                                      | Greg Rucka                  | december 2015  | 34 ABY                                             |
| Star Wars: The Force Awakens                              | Alan Dean Foster            | december 2015  | 34 ABY                                             |

## Stripboeken
Door de jaren heen zijn de Star Wars stripboeken uitgegeven door diverse uitgevers. Na de overname van Star Wars heeft Disney in 2014 bekend gemaakt dat de verhalen uit het Expanded Universe niet meer deel uitmaken van de officiële Star Wars canon en voortaan verder gaan onder de naam Legends. Dit leidt tot een tweedeling voor wat betreft de uitgegeven stripboeken: Legends (1977-2014) en Canon (2015-heden)

### Legends (1977-2014)

#### Marvel (1977-1987)
| Titel                                     | Uitgegeven    | Uitgegeven   |
| Titel                                     | Eerste deel   | Laatste deel |
| ----------------------------------------- | ------------- | ------------ |
| Star Wars #1–107, drie Annuals            | 12 april 1977 | 17 juni 1986 |
| Marvel Illustrated Books Star Wars #1–2   | november 1981 | oktober 1982 |
| Star Wars: Return of the Jedi #1–4        | oktober 1983  | januari 1984 |
| Star Wars: Ewoks #1–14, één Annual (1988) | mei 1985      | juli 1987    |
| Star Wars: Droids #1–8                    | april 1986    | juni 1987    |

#### Blackthorne (1987-1988)
| Titel              | Uitgegeven    | Uitgegeven   |
| Titel              | Eerste deel   | Laatste deel |
| ------------------ | ------------- | ------------ |
| Star Wars 3-D #1–3 | december 1987 | 1988         |

#### Dark Horse (1991-2014)
| Titel                                                           | Uitgegeven          | Uitgegeven        |
| Titel                                                           | Eerste deel         | Laatste deel      |
| --------------------------------------------------------------- | ------------------- | ----------------- |
| Star Wars: Dark Empire #1–6                                     | 12 december 1991    | 20 oktober 1992   |
| Classic Star Wars #1–20                                         | 1 augustus 1992     | 7 juni 1994       |
| Star Wars: Tales of the Jedi #0–35                              | 1 juli 1996         | 25 november 1998  |
| Star Wars: Droids Vol.1: #1–6, Vol.2: #1-8, drie One-shots      | 1 april 1994        | 3 september 1997  |
| Classic Star Wars: The Early Adventures #1–9                    | 9 augustus 1994     | 11 april 1995     |
| Star Wars: Dark Empire II #1–6                                  | 20 december 1994    | 23 mei 1995       |
| Classic Star Wars: The Vandelhelm Mission One-shot              | 28 maart 1995       | 28 maart 1995     |
| Star Wars: Jabba the Hutt #1–4                                  | 4 april 1995        | 20 februari 1996  |
| Star Wars: River of Chaos #1–4                                  | 6 juni 1995         | 24 oktober 1995   |
| Star Wars: X-wing Rogue Squadron #0–35                          | 1 juli 1995         | 28 oktober 1998   |
| Star Wars: Empire's End #1–2                                    | 24 oktober 1995     | 28 november 1995  |
| Star Wars: Heir to the Empire #1–6                              | 1 oktober 1995      | 30 april 1996     |
| Star Wars: Splinter of the Mind's Eye #1–4                      | 26 december 1995    | 25 juni 1996      |
| Star Wars: Boba Fett #1–11                                      | 5 december 1995     | 12 april 2006     |
| Star Wars: Tales from Mos Eisley One-shot                       | 26 maart 1996       | 26 maart 1996     |
| Star Wars: Shadows of the Empire #1–6                           | 1 mei 1996          | 1 oktober 1996    |
| Classic Star Wars: Devilworlds #1-2                             | 21 augustus 1996    | 18 september 1996 |
| Star Wars: This Crumb for Hire One-shot                         | augustus 1996       | augustus 1996     |
| Classic Star Wars: Han Solo at Star's End #1-3                  | 1 maart 1996        | 1 mei 1996        |
| Star Wars: Dark Force Rising #1-6                               | 1 mei 1997          | 29 oktober 1997   |
| Star Wars: The Protocol Offensive One-shot                      | 3 september 1997    | 3 september 1997  |
| Star Wars: Shadow Stalker One-shot                              | 19 november 1997    | 19 november 1997  |
| Star Wars: The Last Command #1-6                                | 26 november 1997    | 29 juli 1998      |
| Star Wars: Crimson Empire #0-6                                  | 1 december 1997     | 20 mei 1998       |
| Star Wars: Shadows of the Empire - Evolution #1-5               | 11 februari 1998    | 17 juni 1998      |
| Star Wars: Mara Jade - By the Emperor's Hand #0-6               | 26 juli 1998        | 3 februari 1999   |
| Star Wars: Jedi Academy - Leviathan #1-4                        | 28 oktober 1998     | 27 januari 1999   |
| Star Wars: Crimson Empire II - Council of Blood #1-6            | 11 november 1998    | 14 april 1999     |
| Star Wars: Republic #0-83                                       | 1 december 1998     | 8 februari 2006   |
| Star Wars: The Jabba Tape One-shot                              | 23 december 1998    | 23 december 1998  |
| Star Wars: Vader's Quest #1-4                                   | 17 februari 1999    | 19 mei 1999       |
| Star Wars Episode I: The Phantom Menace #1-4                    | 5 mei 1999          | 26 mei 1999       |
| Star Wars Episode I: The Phantom Menace Adventures #1-5         | 21 juli 1999        | 19 mei 1999       |
| Star Wars: The Bounty Hunters #1-3                              | 11 augustus 1999    | 8 september 1999  |
| Star Wars Tales #1-24                                           | 20 september 1999   | 13 juli 2005      |
| Star Wars: Union #1-4                                           | 10 november 1999    | 16 februari 2000  |
| Star Wars: Chewbacca #1-4                                       | 19 januari 2000     | 19 april 2000     |
| Star Wars: Hard Currency One-shot                               | maart 2000          | maart 2000        |
| Star Wars: Jedi Council - Acts of War #1-4                      | 21 juni 2000        | 20 september 2000 |
| Star Wars: Aurra's Song One-shot                                | 21 juni 2000        | 21 juni 2000      |
| Star Wars: Darth Maul #1-4                                      | 6 september 2000    | 6 december 2000   |
| Star Wars: Underworld - The Yavin Vassilika #1-5                | 13 december 2000    | 20 juni 2001      |
| Star Wars: Qui-Gon and Obi-Wan - Last Stand on Ord Mantell #1-3 | 20 december 2000    | 21 maart 2001     |
| Star Wars: Jedi vs Sith #1-6                                    | 18 april 2001       | 19 september 2001 |
| Star Wars Infinities #1-12                                      | 2 mei 2001          | 31 maart 2004     |
| Star Wars: Heart of Fire One-shot                               | mei-juli 2001       | mei-juli 2001     |
| Star Wars: Jedi Quest #1-4                                      | 12 september 2001   | 12 december 2001  |
| Star Wars: Starfighter - Crossbones #1-3                        | 9 januari 2002      | 13 maart 2001     |
| Star Wars: Qui-Gon and Obi-Wan - The Aurorient Express #1-2     | 27 februari 2002    | 12 juni 2002      |
| Star Wars: Poison Moon One-shot                                 | onbekend            | onbekend          |
| Star Wars: Jango Fett One-shot                                  | 13 maart 2002       | 13 maart 2002     |
| Star Wars: Sam Wesell One-shot                                  | 27 maart 2002       | 27 maart 2002     |
| Star Wars Episode II: Attack of the Clones #1-4                 | 24 april 2002       | 8 mei 2002        |
| Star Wars: Hasbro/Toys "R" Us #1-4                              | onbekend            | onbekend          |
| Star Wars: Jango Fett - Open Seasons #1-4                       | 1 mei 2002          | 4 september 2002  |
| Star Wars: Empire #1-40                                         | 4 september 2002    | 1 maart 2006      |
| Star Wars: A Valentine Story One-shot                           | 12 februari 2003    | 12 februari 2003  |
| Star Wars: Jedi #1-5                                            | 26 februari 2003    | 21 juli 2004      |
| Star Wars: Clone Wars Adventures #1-10                          | 7 juli 2004         | 19 december 2007  |
| Star Wars: Evasive Action - Reversal of Fortune #1-8            | oktober 2004        | juni 2005         |
| Star Wars: Obsession #1-5                                       | 24 november 2004    | 18 mei 2005       |
| Star Wars: General Grievous #1-4                                | 16 maart 2005       | 10 augustus 2005  |
| Star Wars Episode III: Revenge of the Sith #1-4                 | 16 maart 2005       | 20 april 2005     |
| Star Wars: Visionaries One-shot                                 | 2 april 2005        | 2 april 2005      |
| Star Wars: Brothers in Arms One-shot                            | 1 mei 2005          | 1 mei 2005        |
| Star Wars: Evasive Action - Recruitment #1-6                    | augustus 2005       | december 2005     |
| Star Wars: X-Wing: Rogue Leader #1-3                            | 28 september 2005   | 23 november 2005  |
| Star Wars: Purge #1-5                                           | 28 december 2005    | 2 januari 2013    |
| Star Wars: Knights of the Old Republic #0-50                    | 25 januari 2006     | 17 februari 2010  |
| Star Wars: Rookies - Rendezvous #1-3                            | februari 2006       | juni 2006         |
| Star Wars: Rebellion #0-16                                      | 1 maart 2006        | 27 augustus 2008  |
| Star Wars: Evasive Action - Prey #1-3                           | 6 maart 2006        | 7 november 2006   |
| Star Wars: Routine Valor One-shot                               | 6 mei 2006          | 6 mei 2006        |
| Star Wars: Legacy #0-50                                         | 7 juni 2006         | 18 augustus 2010  |
| Star Wars: Rookies - No Turning Back #1-4                       | 26 juni 2006        | 16 oktober 2006   |
| Star Wars: Dark Times #0-32                                     | 8 november 2006     | 18 december 2013  |
| Star Wars: Evasive Action - End Game #One-shot                  | 7 november 2006     | 7 november 2006   |
| Star Wars: Clone Wars (foto-comic) One-shot                     | 21 mei 2008         | 21 mei 2008       |
| Star Wars: The Force Unleashed graphic novel                    | 18 augustus 2008    | 18 augustus 2008  |
| Star Wars: The Clone Wars - The Gauntlett of Death One-shot     | 2 mei 2009          | 2 mei 2009        |
| Star Wars: The Clone Wars (webcomics) #1-25                     | 2008                | 2011              |
| Star Wars: Adventures #1-6                                      | 2009                | 2011              |
| Star Wars: The Old Republic #1-11                               | 7 juli 2010         | 12 oktober 2011   |
| Star Wars: Tales from the Clone Wars One-shot                   |                     |                   |
| Star Wars: Blood Ties #1-8                                      | onbekend            | onbekend          |
| Star Wars: The Force Unleashed II Graphic novel                 | 29 september 2010   | 29 september 2010 |
| Star Wars: Knight Errant #0-15                                  | 12-15 augustus 2010 | 10 oktober 2012   |
| Star Wars: Legacy - War #1-6                                    | 15 december 2010    | 25 mei 2011       |
| Star Wars: Darth Vader #1-20                                    | 26 januari 2011     | 15 juli 2014      |
| Star Wars: Jedi - The Dark Side #1-5                            | 18 mei 2011         | 21 september 2011 |
| Star Wars: The Third Time Pays for All One-shot                 | april 2011          | april 2011        |
| Star Wars: Crimson Empire III - Empire Lost #1-6                | 26 oktober 2011     | 25 april 2012     |
| Star Wars: Agent of the Empire #1-10                            | 14 december 2011    | 27 februari 2013  |
| Star Wars: Knights of the Old Republic - War #1-5               | 11 januari 2012     | 9 mei 2012        |
| Star Wars: Dawn of the Jedi #0-15                               | 1 februari 2012     | 19 maart 2014     |
| Star Wars: The Art of the Bad Deal One-shot                     | 5 mei 2012          | 5 mei 2012        |
| Star Wars: Darth Maul - Death Sentence #1-4                     | 25 juli 2012        | 31 oktober 2012   |
| Star Wars: Lost Tribe of the Sith: Spiral #1-5                  | 8 augustus 2012     | 12 december 2012  |
| Star Wars #1-20                                                 | 9 januari 2013      | 13 augustus 2014  |
| Star Wars: Legacy Volume 2 #1-18                                | 20 maart 2013       | 27 augustus 2014  |
| Star Wars: The Assassination of Darth Vader One-shot            | 4 mei 2013          | 4 mei 2013        |
| The Star Wars #0-8                                              | 4 september 2013    | 28 mei 2014       |
| Star Wars: Ewoks - Shadows of Endor One-shot                    | 22 oktober 2013     | 22 oktober 2013   |
| Star Wars: Rebel Heist #1-4                                     | 30 april 2014       | 30 juli 2014      |
| Star Wars: Darth Maul - Son of Dathomir #1-4                    | 21 mei 2014         | 20 augustus 2014  |

### Canon (2015-heden)

#### Marvel (2015-heden)
In onderstaande lijst zijn de stripboeken weergegeven die zijn gepubliceerd door Marvel Comics. De geel gearceerde stripboeken zijn adaptaties van Star Warsfilms.  

##### Val van de Jedi
| Titel                                             | Uitgegeven                          | Fictieve tijdlijn |
| ------------------------------------------------- | ----------------------------------- | ----------------- |
| Star Wars: Darth Maul #1–5                        | 1 februari 2017 - 19 juli 2017      | 32 BBY            |
| Star Wars: Episode I — The Phantom Menace #1–4    | 24 mei 2016                         | 32 BBY            |
| Star Wars: Obi-Wan & Anakin #1–5                  | 6 januari 2016 - 25 mei 2016        | 29 BBY            |
| Star Wars: Episode II — Attack of the Clones #1–4 | 7 september 2016                    | 22 BBY            |
| Star Wars: Jedi of the Republic - Made Windu #1–5 | 30 augustus 2017 - 27 december 2017 | 22 BBY            |
| Star Wars: Episode III — Revenge of the Sith #1–4 | 29 november 2016                    | 19 BBY            |

##### Heerschappij van het Keizerrijk
| Titel | Uitgegeven                      | Fictieve tijdlijn |
| --- | ------------------------------- | ----------------- |
| Star Wars: Darth Vader - Dark Lord of the Sith #1–25, twee Annuals - Boek I: The Chosen One (#1-6) - Boek II: The Dying Light (#7-10) - Boek III: The Rule of Five (#11-12) - Boek IV: Burning Seas (#13-17) - Boek V: Bad Ground (#18) - Boek VI: Fortress Vader (#19-25) | 7 juni 2017 - 19 december 2018  | 19 BBY - 12 BBY   |
| Star Wars: Thrawn #1–6 | 14 februari 2018 - 11 juli 2018 | 13 BBY - 2 BBY    |
| Star Wars: Solo Adaptation #1–7 | 10 oktober 2018 - 3 april 2019  | 13 BBY - 10 BBY   |
| Star Wars: Han Solo - Imperial Cadet #1–5 | 7 november 2018 - 13 maart 2019 | 13 BBY - 10 BBY   |
| Star Wars: Lando - Double or Nothing #1–5 | 30 mei 2018 - 19 september 2018 | 10 BBY            |
| Star Wars: Beckett One-shot | 15 augustus 2018                | 11 BBY - 10 BBY   |
| Star Wars: Kanan #1–12 | 1 april 2015 - 16 maart 2016    | 4 BBY             |
| Star Wars: Rogue One - Cassian & K-2SO Special | 9 augustus 2017                 | 2 BBY - 0 BBY     |
| Star Wars: Vader - Dark Visions #1–5 | 6 maart 2019 - 12 juni 2019     | 2 BBY - 0 BBY     |
| Star Wars: Rogue One Adaptation #1–6 | 5 april 2017 - 6 september 2017 | 0 BBY             |

##### Galactische Burgeroorlog
| Titel | Uitgegeven                         | Fictieve tijdlijn     |
| --- | ---------------------------------- | --------------------- |
| Star Wars: Episode IV — A New Hope #1–6 | 5 mei 2015                         | 0 BBY                 |
| Star Wars: Chewbacca #1–5 | 14 oktober 2015 - 30 december 2015 | 0 ABY                 |
| Star Wars: Princess Leia #1–5 | 4 maart 2015 - 1 juli 2015         | 0 ABY                 |
| Star Wars #1–75, vier Annuals - Boek I: Skywalker Strikes (#1-6) - Boek II: Showdown on the Smuggler’s Moon (#8-12) - Boek III: Vader Down ((#13-14) - Boek IV: Rebel Jail (#16-19) - From the Journals of Old Ben Kenobi (#7, 15, 20) - Boek V: The Last Flight of the Harbinger (#21-25) - Boek VI: Yoda’s Secret War (#26-30) - Boek VII: The Screaming Citadel (#31-32) - Boek VIII: Out Among the Stars (#33-37) - Boek IX: The Ashes of Jedha (#38-43) - Boek X: Mutiny at Mon Cala (#44-49) - Boek XI: Hope Dies (#50-55) - Boek XII: The Escape (#56-61) - Boek XIII: The Scourging of Shu-Torun (#62-67) - Boek XIV: Rebels and Rogues (#68-75) | 14 januari 2015 - 20 november 2019 | 0 ABY - 3 ABY         |
| Star Wars: Darth Vader #1–25, één Annual - Boek I: Vader (#1-6) - Boek II: Shadows and Secrets (#7-12) - Vader Down (#13-15) - Boek III: The Shu-Torun War (#16-19) - Boek IV: End of Games (#20-25) | 11 februari 2015 - 12 oktober 2016 | 0 ABY - 1 ABY         |
| Star Wars: Vader Down One-shot | 18 november 2015                   | 0 ABY                 |
| Star Wars: Doctor Aphra #1–40, drie Annuals - Boek I: Aphra (#1-6) - Boek II: The Screaming Citadel (#7-8) - Boek III: The Enormous Profit (#9-13) - Boek IV: Remastered (#14-19) - Boek V: The Catastrophe Con (#20-25) - Boek VI: Worst Among Equals (#26-31) - Boek VII: Unspeakable Rebel Superweapon (#32-36) - Boek VIII: A Rogue's End (#37-40) | 7 december 2016 - 11 december 2019 | 0 ABY - 3 ABY         |
| Star Wars: The Screaming Citadel One-shot | 24 oktober 2017                    | 0 ABY - 1 ABY         |
| Star Wars: The Last Jedi – The Storms of Crait One-shot | 27 december 2017                   | Tussen 0 ABY en 3 ABY |
| Star Wars: Han Solo #1–5 | 15 juni 2016 - 23 november 2016    | Tussen 0 ABY en 3 ABY |
| Star Wars: Lando #1–5 | 8 juli 2015 - 7 oktober 2015       | Tussen 0 ABY en 3 ABY |
| Star Wars: Target Vader #1–6 | 3 juli 2019 - 11 december 2019     | Vlak voor 3 ABY       |
| Empire Ascendant One-shot | 18 december 2019                   | Vlak voor 3 ABY       |
| Star Wars: Episode V — The Empire Strikes Back #1–6 | 11 augustus 2015                   | 3 ABY                 |
| Star Wars #1–18 - Boek I: The Destiny Path (#1-6) - Boek II: The Will of Tarkin (#7-8) - Boek III: Operation Starlight (#9-12) - Boek IV: War of the Bounty Hunters (#13-18) | 1 januari 2020 - heden             | 3 ABY - 4 ABY         |
| Star Wars: Darth Vader #1–17 - Boek I: Dark Heart of the Sith (#1-5) - Boek II: Into the Fire (#6-11) - Boek III: War of the Bounty Hunters (#12-17) | 5 februari 2020 - heden            | 3 ABY - 4 ABY         |
| Star Wars: Doctor Aphra #1–15 - Boek I: Fortune and Fate (#1-5) - Boek II: The Engine Job (#6-9) - Boek III: War of the Bounty Hunters (#10-15) | 4 mei 2020 - heden                 | 3 ABY - 4 ABY         |
| Star Wars: Bounty Hunters #1–17 - Boek I: Galaxy's Deadliest (#1-5) - Boek II: Target Valance (#6-7) - Boek III: The Terminus Gauntlet (#8-11) - Boek IV: War of the Bounty Hunters (#12-17) | 11 maart 2020 - heden              | 3 ABY - 4 ABY         |
| Star Wars: Episode VI — Return of the Jedi #1–6 | 10 november 2015                   | 4 ABY                 |

##### De Nieuwe Republiek
| Titel                            | Uitgegeven                         | Fictieve tijdlijn |
| -------------------------------- | ---------------------------------- | ----------------- |
| Star Wars: Shattered Empire #1–4 | 9 september 2015 - 21 oktober 2015 | 4 ABY             |

##### Opkomst van de First Order
| Titel                                                | Uitgegeven                         | Fictieve tijdlijn |
| ---------------------------------------------------- | ---------------------------------- | ----------------- |
| Star Wars: C-3PO - The Phantom Limb Special          | 13 april 2016                      | 31 ABY - 32 ABY   |
| Star Wars: Poe Dameron #1–31, twee Annuals           | 6 april 2016 - 26 september 2018   | 32 ABY - 34 ABY   |
| Star Wars: The Force Awakens Adaptation #1–6         | 22 juni 2016 - 9 november 2016     | 34 ABY            |
| Star Wars: Captain Phasma #1–4                       | 6 september 2017 - 18 oktober 2017 | 34 ABY            |
| Star Wars: The Last Jedi - DJ - Most Wanted One-shot | 31 januari 2018                    | 34 ABY            |
| Star Wars: The Last Jedi Adaptation #1–6             | 9 mei 2018 - 12 september 2018     | 34 ABY            |

#### IDW Publishing (2017–present)
| Titel                                               | Uitgegeven      | Uitgegeven      |
| Titel                                               | Eerste deel     | Laatste deel    |
| Ongoing series                                      | Ongoing series  | Ongoing series  |
| --------------------------------------------------- | --------------- | --------------- |
| Star Wars Adventures #0–15, één Annual, één Special | 12 juli 2017    | N/A             |
| Limited Series en One-Shots                         |                 |                 |
| Star Wars: Forces of Destiny #1–5                   | 3 januari 2018  | 31 januari 2018 |
| Star Wars: Tales from Vader's Castle #1–5           | 3 oktober 2018  | 31 oktober 2018 |
| Star Wars Adventures: Destroyer Down #1–3           | 7 november 2018 | 9 januari 2019  |

## Spellen

### Dreamcast
- Star Wars: Demolition
- Star Wars: Episode I Jedi Power Battles
- Star Wars: Episode I Racer

### GameCube
- Star Wars: Bounty Hunter
- Star Wars: The Clone Wars
- Star Wars: Jedi Knight II: Jedi Outcast
- Star Wars: Rogue Squadron II: Rogue Leader
- Star Wars: Rogue Squadron III: Rebel Strike

### Mac
- Star Wars: Battlefront
- Star Wars: Dark Forces
- Star Wars: Galactic Battlegrounds
- Star Wars: Galactic Battlegrounds: Clone Campaigns
- Star Wars: Episode I: Insider's Guide
- Star Wars: Episode I: Racer
- Star Wars: Jedi Knight: Jedi Academy
- Star Wars: Jedi Knight II: Jedi Outcast
- Star Wars: Rebel Assault II: The Hidden Empire
- Star Wars: Empire at War

### iOS
- Star Wars: The Force Unleashed
- Star Wars: The Force Unleashed II

### Nintendo Entertainment System/Famicom
- Star Wars (NES)
- Star Wars (Famicom)
- The Empire Strikes Back

### Nintendo 64
- Star Wars: Battle for Naboo
- Star Wars: Episode I Racer
- Star Wars: Rogue Squadron
- Star Wars: Shadows of the Empire

### Nintendo DS
- Star Wars: Lethal Alliance
- LEGO Star Wars II: The Original Trilogy
- LEGO Star Wars: The Complete Saga
- Star Wars: The Force Unleashed
- Star Wars: The Force Unleashed II
- Star Wars The Clone Wars: Jedi Alliance
- Star Wars Episode III: Revenge of the Sith
- Star Wars: Battlefront Elite Squadron

### PC
- Star Wars: Battle For Naboo
- Star Wars: Behind the Magic
- Star Wars: Dark Forces
- Star Wars: Episode I Insider's Guide
- Star Wars: Episode I Racer
- Star Wars: Episode I The Phantom Menace
- Star Wars: Force Commander
- Star Wars: Galactic Battlegrounds
- Star Wars: Galactic Battlegrounds: Clone Campaigns
- Star Wars: Jedi Knight: Dark Forces II
- Star Wars: Jedi Knight: Jedi Academy
- Star Wars: Jedi Knight: Mysteries of the Sith
- Star Wars: Jedi Knight II: Jedi Outcast
- Star Wars Jedi: Fallen Order
- Star Wars Jedi: Survivor
- Star Wars: Knights of the Old Republic
- Star Wars: Rebel Assault
- Star Wars: Rebel Assault II: The Hidden Empire
- Star Wars: Rebellion
- Star Wars: Rogue Squadron
- Star Wars: Shadows of the Empire
- Star Wars: Starfighter
- Star Wars: TIE Fighter
- Star Wars: X-Wing
- Star Wars: X-Wing Alliance
- Star Wars: X-Wing vs. TIE Fighter
- Star Wars: Battlefront
- Star Wars: Battlefront II
- Star Wars: Empire at War
- Star Wars: Empire at War: Forces of Corruption
- Star Wars: Knights of the Old Republic II: The Sith Lords
- Star Wars: Republic Commando
- LEGO Star Wars: The Video Game
- LEGO Star Wars II: The Original Trilogy
- Star Wars: The Old Republic
- Star Wars Galaxies: An Empire Divided
- Star Wars Galaxies: Episode III Rage of the Wookiees
- Star Wars Galaxies: Jump to Lightspeed
- Star Wars: Yoda Stories
- Star Wars: Super Return of the Jedi
- Star Wars Galaxies: Starter Kit
- Star Wars Galaxies: The Total Experience
- Star Wars Galaxies: The Complete Online Adventures
- Star Wars Galaxies: Trials of Obi-Wan
- Star Wars: Super Star Wars
- Star Wars: Monopoly
- Star Wars: Pit Droids
- Star Wars: Droid works
- Star Wars: The Gungan Frontier
- Star Wars: Chess
- Star Wars: The Force Unleashed
- Star Wars: The Force Unleashed II

### PlayStation
- Star Wars: Dark Forces
- Star Wars: Demolition
- Star Wars: Episode I: Jedi Power Battles
- Star Wars: Episode I: The Phantom Menace
- Star Wars: Masters of Teräs Käsi
- Star Wars: Rebel Assault II: The Hidden Empire

### PlayStation 2
- Star Wars: Bounty Hunter
- Star Wars: The Clone Wars
- Star Wars: Jedi Starfighter
- Star Wars: Racer Revenge
- Star Wars: Starfighter
- Star Wars: Battlefront
- Star Wars: Battlefront II
- Star Wars Episode III: Revenge of the Sith
- Star Wars: Knights of the Old Republic
- LEGO Star Wars: The Video Game
- LEGO Star Wars II: The Original Trilogy
- Star Wars: The Force Unleashed

### PlayStation 3
- LEGO Star Wars: The Complete Saga
- Star Wars: The Force Unleashed
- Star Wars: The Force Unleashed II
- Lego Star Wars: The Force Awakens

### PSP
- Star Wars: Battlefront
- Star Wars: Battlefront II
- Star Wars: Battlefront Elite Squadron
- Star Wars: Battlefront Renegade Squadron
- LEGO Star Wars II: The Original Trilogy
- Star Wars: The Force Unleashed
- Star Wars: Lethal Alliance

### SNES
- Super Star Wars
- Super Star Wars: The Empire Strikes Back
- Super Star Wars: Return of the Jedi

### Wii
- LEGO Star Wars: The Complete Saga
- Star Wars The Clone Wars: Lightsaber Duels
- Star Wars: The Force Unleashed
- Star Wars: The Force Unleashed II

### Xbox
- Star Wars: The Clone Wars
- Star Wars: Jedi Knight: Jedi Academy
- Star Wars: Jedi Knight II: Jedi Outcast
- Star Wars: Jedi Starfighter
- Star Wars: Knights of the Old Republic
- Star Wars: Obi-Wan
- Star Wars: Starfighter Special Edition
- Star Wars: Battlefront
- Star Wars: Battlefront II
- Star Wars Episode III: Revenge of the Sith
- Star Wars: Knights of the Old Republic II: The Sith Lords
- Star Wars: Republic Commando

### Xbox 360
- LEGO Star Wars II: The Original Trilogy
- LEGO Star Wars: The Complete Saga
- Star Wars: The Force Unleashed
- Star Wars: The Force Unleashed II